# Bassey William Andem
Bassey William Andem (n. Douala, Camerún, 14 de junio de 1969) es un exfutbolista camerunés, que jugaba de portero y militó en diversos clubes de Camerún, Brasil y Portugal.

## Selección nacional
Con la Selección de fútbol de Camerún, disputó 4 partidos internacionales. Incluso participó con la selección camerunés, en una sola edición de la Copa Mundial. La única participación de Andem en un mundial, fue en la edición de Francia 1998. donde su selección quedó eliminado, en la primera fase de la cita de Francia.

### Participaciones en Copas del Mundo
| Mundial              | Sede    | Resultado    |
| -------------------- | ------- | ------------ |
| Copa Mundial de 1998 | Francia | Primera Fase |

## Clubes
| Club           | País     | Año         |
| -------------- | -------- | ----------- |
| Union Douala   | Camerún  | 1989 - 1992 |
| Olympic Mvolyé | Camerún  | 1992 - 1993 |
| Cruzeiro       | Brasil   | 1994 - 1996 |
| Bahia          | Brasil   | 1997 - 1998 |
| Boavista       | Portugal | 1998 - 2007 |
| Feirense       | Portugal | 2007 - 2008 |

## Palmarés

### Torneos regionales
| Título             | Club        | Estado/Región | Año  |
| ------------------ | ----------- | ------------- | ---- |
| Campeonato Mineiro | Cruzeiro EC | Minas Gerais  | 1996 |
| Campeonato Mineiro | Cruzeiro EC | Minas Gerais  | 1997 |
| Campeonato Mineiro | Cruzeiro EC | Minas Gerais  | 1998 |

### Torneos nacionales
| Título           | Club         | País     | Año     |
| ---------------- | ------------ | -------- | ------- |
| Primera División | Union Douala | Camerún  | 1990    |
| Copa de Brasil   | Cruzeiro EC  | Brasil   | 1993    |
| Copa de Brasil   | Cruzeiro EC  | Brasil   | 1996    |
| Primeira Liga    | Boavista     | Portugal | 2000-01 |

### Torneos internacionales
| Título                   | Club        | Sede           | Año  |
| ------------------------ | ----------- | -------------- | ---- |
| Copa Máster de Supercopa | Cruzeiro EC | Belo Horizonte | 1994 |